# 176
El año 176 (CLXXVI) fue un año bisiesto comenzado en domingo del calendario juliano, en vigor en aquella fecha.
En el Imperio romano el año fue nombrado el del consulado de Polión y Aper, o menos frecuentemente, como el 929 ab urbe condita, siendo su denominación como 176 a principios de la Edad Media, al establecerse el anno Domini.

## Acontecimientos
- El emperador Marco Aurelio y su hijo Cómodo entran en Roma después de una campaña al norte de los Alpes y reciben un triunfo por sus victorias sobre las tribus germánicas.
- 27 de noviembre: Marco Aurelio otorga a Cómodo el rango de Imperator y lo hace comandante en jefe de las legiones romanos.[1]

## Arte y literatura
- Se hace la estatua ecuestre de Marco Aurelio. Hoy se conserva en los Museos Capitolinos de Roma (fecha aproximada).